# Hamish Glencross
Hamish Hamilton Glencross (Dundee, Škotska, 13. veljače 1978.) škotski je gitarist najpoznatiji po radu s engleskom doom metal-sastavom My Dying Bride. Također je bio suosnivač kratkotrajnog Blackdoom Recordsa s drugim gitaristom sastava, Andrewom Craighanom.
Glencross je imala kratku glumačku karijeru prije nego što se koncentrirao na glazbu, ponajviše u britanskoj dječjoj drami Children's Ward.
Prije nego što se pridružio My Dying Bride, Glencross je svirao gitaru za bradfordski alternativni rock-sastav Driftwood, britanski progresivni metal-sastav Seer's Tear i punk/metal-sastav Apocalypso iz Leedsa. Bio je član britanskogdoom metal-sastava Solstice koji je svirao na njihovom albumu New Dark Age. Godine 1999. zamijenio je gitarista My Dying Bride Calvina Robertshawa prije turneje skupine za album The Light at the End of the World. Od 2011. također svira glavnu gitaru u britanskom death metal-sastavu Vallenfyre, koji se pojavljuje na albumima A Fragile King, Splinters i Fear Those Who Fear Him koji su svi izdani za Century Media Records.
Dana 6. lipnja 2014., My Dying Bride objavio je putem svoje web-stranice da je Glencross napustio sastav zbog "nepomirljivih razlika", te da će se bivši gitarist Calvin Robertshaw vratiti.
Glencross je trenutno pjevač i gitarist u epic doom-sastavu Godthrymm koji također uključuje članove i bivše članove sastava My Dying Bride, Anathema i Solstice.
Glencross trenutno podržava gitare Jackson, a svira ih isključivo od 2006. On preferira model Jacksona Randyja Rhoadsa, svirajući brojne varijacije tog modela uživo i u studiju.

## Diskografija
My Dying Bride
- The Dreadful Hours (2001.)
- Songs of Darkness, Words of Light (2004.)
- A Line of Deathless Kings (2006.)
- For Lies I Sire (2009.)
- A Map of All Our Failures (2012.)

Solstice
- New Dark Age (1998.)

Vallenfyre
- Desecration (2011.)
- A Fragile King (2011.)
- Splinters (2014.)
- Fear Those Who Fear Him (2017.)

Seer's Tear
- A Gathering of Separate Ways (1995.)

Godthrymm
- A Grand Reclamation (2018.)
- Dead in the Studio (2019.)
- Reflections (2020.)
- The Vastness Silent (2020.)
- Distortions (2023.)